# Hlînna, Kozova
Hlînna (în ucraineană Глинна) este localitatea de reședință a comunei Hlînna din raionul Kozova, regiunea Ternopil, Ucraina.

## Demografie
Componența lingvistică a localității Hlînna
     Ucraineană (100%)
Conform recensământului din 2001, toată populația localității Hlînna era vorbitoare de ucraineană (100%).